# Polianthes densiflora
Polianthes densiflora är en sparrisväxtart som först beskrevs av Benjamin Lincoln Robinson och Merritt Lyndon Fernald, och fick sitt nu gällande namn av Lloyd Herbert Shinners. Polianthes densiflora ingår i släktet Polianthes och familjen sparrisväxter. Inga underarter finns listade i Catalogue of Life.